# James Andanson
Jean-Paul  Andanson, dit James Andanson, est un photographe de presse et paparazzi français, né le 30 mars 1946 à Clermont-Ferrand et mort le 4 mai 2000 à Nant.

## Biographie
Fils unique (il perd son père Hippolyte Andanson très jeune), James Andanson passe sa jeunesse à Paris où sa mère, remariée, était commerçante. Diplômé de l’école Estienne, il commence à travailler chez un imprimeur où il découvre par hasard la presse et la photographie.
Il commence sa carrière de photographe dès le milieu des années 1960 à l’agence Apis, puis repéré par Raymond Depardon, rejoint l’agence Gamma.
Avec Hubert Henrotte alors directeur de l’agence Gamma, il est à l’origine  de la création de l’agence Sygma en 1973. Il stocke les archives des sécessionnistes de Gamma dans son garage de Nogent-sur-Marne et avancera les fonds pour créer la nouvelle agence Sygma.
James Andanson rejoint l’agence Sipa à l’été 1997, à la suite de la disparition de la princesse Diana, après un désaccord avec la direction de Sygma
Sa photographie d’un petit garçon chinois qui boit une canette de Coca-Cola devant la Grande Muraille de Chine en 1979 est l’une de ses photographies les plus célèbres, symbolisant l’ouverture de la Chine post-Mao au rayonnement culturel des États-Unis.
James Andanson réalise des milliers de reportages en France et dans le monde entier et a photographié de nombreuses personnalités du monde politique (Raymond Barre, Pierre Beregovoy, Lionel Jospin, Jacques Chirac, Charles Pasqua), des affaires (Jean-Baptiste Doumeng, Franck Riboud,  Vincent Bolloré) et du spectacle (Gilbert Bécaud, Claude François, Sheila) pendant plus de trente ans. 
Le 4 mai 2000, James Andanson est retrouvé mort dans sa voiture incendiée à Nant, sur le plateau du Larzac. Les enquêteurs concluent à un suicide.
Depuis la disparition de Corbis Sygma, ses archives sont désormais exploitées par Getty Images.
Serge Bramly, s’est, sous le nom de Max Jameson, inspiré de sa vie pour écrire Le Premier Principe - Le Second Principe, récompensé par le prix Interallié en  2008.